# Tatiana Maslany

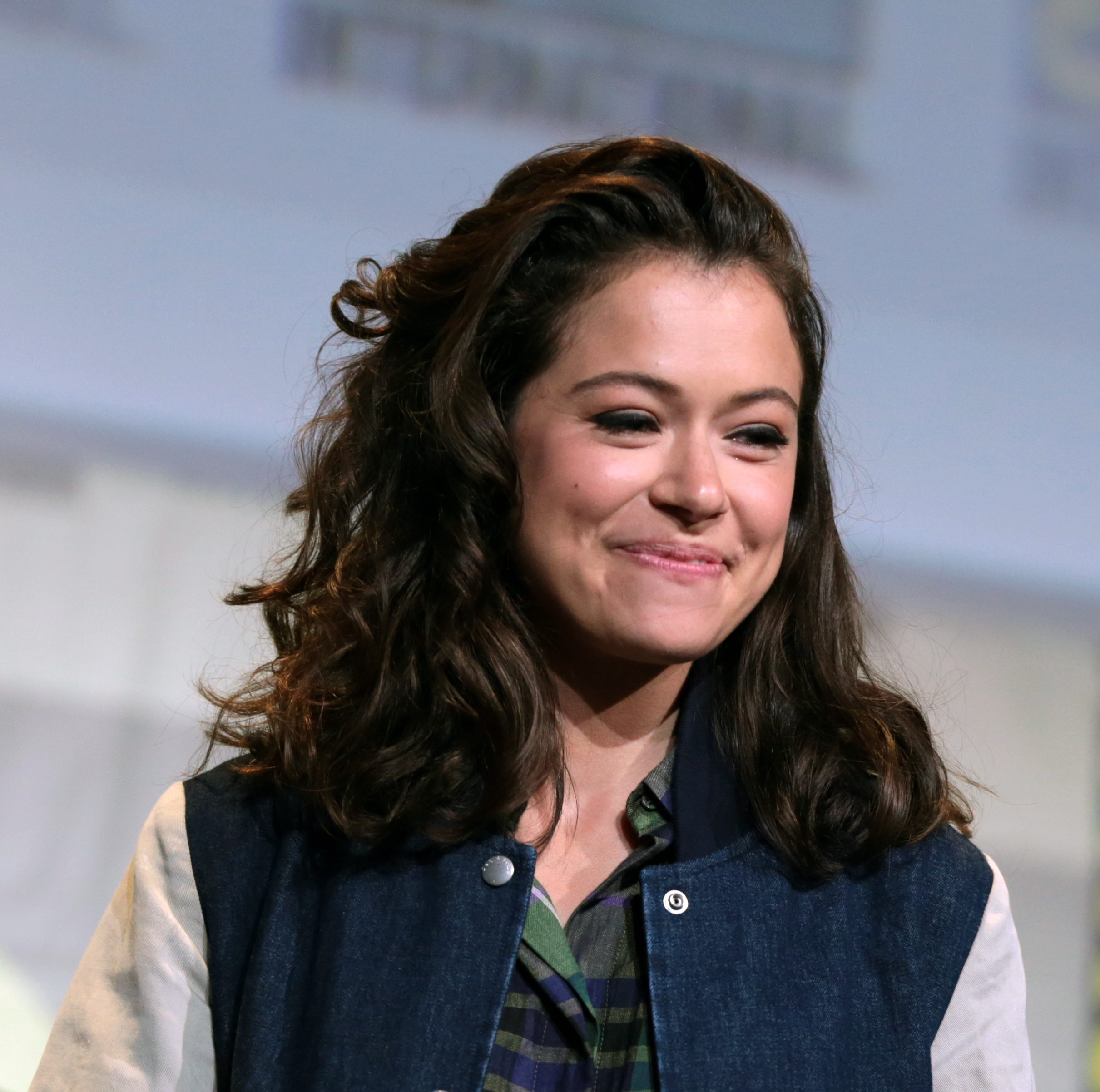
Tatiana Maslany (2016)

Tatiana Gabrielle Maslany (ur. 22 września 1985 w Reginie) – kanadyjska aktorka.

## Życie prywatne
Tatiana Maslany urodziła się 22 września 1985 roku w Reginie w Saskatchewan. Ma dwóch młodszych braci - Daniela i Michaela. Ma polskie, niemieckie, austriackie, ukraińskie i rumuńskie korzenie. Tatiana poza językiem angielskim zna również niemiecki i francuski. Ukończyła szkołę średnią Dr. Martin LeBoldus High School. Jej partnerem od 2011 roku jest walijski aktor Tom Cullen. Obecnie mieszka w Los Angeles.

## Kariera
Swoją telewizyjną karierę zaczęła grając w serialach Boże Narodzenie, The Nativity, Być jak Erica oraz Zaklinacze koni. W 2007 roku zagrała w filmie Posłańcy.
W 2013 roku Maslany zdobyła kanadyjską nagrodę ACTRA za rolę Claire w filmie Picture Day oraz nagrodę Phillip Borsos za rolę w niezależnym filmie Cas & Dylan. W tym samym roku Maslany była jedną z prezenterek JUNO Awards.
Od 2013 do 2017 roku można ją było oglądać w popularnym kanadyjskim serialu science-fiction Orphan Black, w którym odgrywała główną rolę jako Sarah Manning i jej klony: Cosima Niehaus, Alison Hendrix, Helena, Rachel Duncan, Elizabeth Childs, Katja Obinger, Veera "M.K.", Tony Sawicki, Krystal Goderitch, Jennifer Fitzsimmons. W 2016 roku Tatiana Maslany zdobyła nagrodę Emmy za rolę w tym serialu w kategorii „najlepsza aktorka pierwszoplanowa w serialu dramatycznym”, a także dwie nagrody Critics' Choice Television Awards w 2013 oraz 2014, nagrodę TCA w 2013 i nagrodę Kanadyjskiej Akademii Filmowej w 2014.
W 2015 roku zagrała w filmie Woman in Gold jako młodsza wersja Marii Altmann, w tym filmie grała m.in. z Ryanem Reynoldsem.
W 2016 zagrała główną rolę w filmie The Other Half jako Emily wraz ze swoim partnerem Tomem Cullenem.
Maslany w 2017 roku zagrała w filmie opartym na faktach Stronger jako Erin Hurley wraz z Jakiem Gyllenhaalem. Film opowiada o Jeffie Baumanie - poszkodowanym w zamachu podczas maratonu w Bostonie.

## Filmografia

### Filmy
| Rok  | Tytuł                                    | Rola                |
| ---- | ---------------------------------------- | ------------------- |
| 2003 | The Recital                              | Diana Mills         |
| 2004 | Zdjęcia Ginger II                        | Duch                |
| 2007 | Posłańcy                                 | Lindsay Rollins     |
| 2007 | Wschodnie obietnice                      | Tatiana             |
| 2007 | Diary of the Dead: Kroniki żywych trupów | Mary Dexter         |
| 2007 | Late Fragment                            | India               |
| 2007 | Opętanie - Powrót do domu                | Sammi               |
| 2007 | Sabbatical                               | Gwyneth Marlowe     |
| 2008 | Przebłysk geniuszu                       | Older Kathy         |
| 2008 | Magiczne Święto Dziękczynienia           | Mathilda Bassett    |
| 2009 | Defendor                                 | Olga                |
| 2009 | Grown Up Movie Star                      | Ruby                |
| 2009 | Hardwired                                | Punk Red            |
| 2010 | Up & Down                                | Girl                |
| 2010 | In Redemption                            | Margaret            |
| 2010 | Toilet                                   | Lisa                |
| 2011 | Darla                                    | Friend              |
| 2011 | The Entitled                             | Jenna               |
| 2011 | Violet & Daisy                           | April               |
| 2011 | Certain Prey                             | Clara Rinker        |
| 2012 | Waiting for You                          |                     |
| 2012 | I że cię nie opuszczę                    | Lily                |
| 2012 | Picture Day                              | Claire              |
| 2012 | Blood Pressure                           | Kat                 |
| 2013 | Cas & Dylan                              | Dylan Morgan        |
| 2015 | The Woman in Gold                        | młoda Maria Altmann |
| 2016 | The Other Half                           | Emily               |
| 2016 | Two Lovers and a Bear                    | Lucy                |
| 2016 | Apart From Everything                    | Fran                |
| 2017 | Stronger                                 | Erin Hurley         |
| 2018 | Destroyer                                |                     |
| 2018 | Pink Wall                                | Jenna               |

### Seriale telewizyjne
| Lata      | Tytuł                           | Rola |
| --------- | ------------------------------- | --- |
| 1997–2002 | Incredible Story Studios        | Różne |
| 2002–2003 | 2030 CE                         | Rome Greyson |
| 2004–2006 | Renegadepress.com               | Melanie |
| 2005      | Dawn Anna                       | Lauren Dawn Townsend |
| 2006      | Trapped!                        | Gwen |
| 2006      | Praire Giant                    | Tommy's Doctor's Receptionist |
| 2008      | Gwiazda od zaraz                | Zeppelin Dyer |
| 2008      | Would Be Kings                  | Reese |
| 2008      | Punkt krytyczny                 | Penny |
| 2008–2010 | Zaklinacze koni                 | Kit Bailey |
| 2009      | The Listener                    | Hannah Simmons |
| 2009–2011 | Być jak Erica                   | Sarah Wexler |
| 2010      | Cra$h & Burn                    | Lindsay |
| 2010      | Bloodletting & Miraculous Cures | Janice |
| 2010      | The Nativity                    | Mary |
| 2011      | Alphas                          | Tracy Beaumont |
| 2012      | Świat bez końca                 | Sister Meir |
| 2013      | Cracked                         | Haley Coturno / Isabel Ann Fergus |
| 2013      | Captain Canuck                  | Redcoat |
| 2013-2017 | Orphan Black                    | Sarah Manning Beth Childs Alison Hendrix Cosima Niehaus Helena Rachel Duncan Tony Sawicki Katja Obinger Jennifer Fitzsimmons Janika Zingler Aryanna Giordano Danielle Fournier Krystal Goderitch Veera Suominen (M.K.) |
| 2013      | Parks and Recreation            | Nadia Stasky |
| 2014      | Sobotnia noc na żywo            | Bridget |
| 2015      | BoJack Horseman                 | Mia McKibbin (głos) |
| 2016      | Robot Chicken                   | Barbie (głos) |
| 2018      | Drunk History                   | Emmeline Pankhurst |
| 2022      | Mecenas She-Hulk                | Jennifer Walters / She-Hulk |

## Nagrody i nominacje
| Rok  | Nagroda                              | Kategoria                                                        | Nominowana praca                | Wynik     |
| ---- | ------------------------------------ | ---------------------------------------------------------------- | ------------------------------- | --------- |
| 2005 | Gemini Awards                        | Best Performance in a Children's or Youth Program or Series      | Renegadepress.com               | Nominacja |
| 2006 | Gemini Awards                        | Best Performance by and Actress in a Guest Role, Dramatic Series | Flashpoint                      | Wygrana   |
| 2010 | Sundance Film Festival               | World Cinema Special Jury Prize For Acting                       | Grown Up Movie Star             | Wygrana   |
| 2010 | Gemini Awards                        | Best Performance by an Actress in a Guest Role, Dramatic Series  | Bloodletting & Miraculous Cures | Wygrana   |
| 2010 | Nagroda Genie                        | Best Performance by an Actress in a Leading Role                 | Grown Up Movie Star             | Nominacja |
| 2012 | Whistler Film Festival               | Best Actor in a Borsos Film Award                                | Picture Day                     | Wygrana   |
| 2013 | ACTRA Award                          | Outstanding Performance - Female                                 | Picture Day                     | Wygrana   |
| 2013 | 3rd Critics Choice TV Awards         | Best Lead Actress in Drama Series                                | Orphan Black                    | Wygrana   |
| 2013 | TCA Awards                           | Individual Achievement in Drama                                  | Orphan Black                    | Wygrana   |
| 2013 | Young Hollywood Awards               | Breakthrough Performance - Female                                | Orphan Black                    | Wygrana   |
| 2013 | Hamptons International Film Festival | Breakthrough Performer                                           | Picture Day                     | Wygrana   |
| 2013 | Whistler Film Festival               | Best Actor in a Borsos Film Award                                | Cas and Dylan                   | Wygrana   |
| 2014 | People’s Choice Award                | Favorite Sci-Fi/Fantasy Actress                                  | Orphan Black                    | Nominacja |
| 2014 | Złoty Glob                           | Best Actress - TV Series Drama                                   | Orphan Black                    | Nominacja |
| 2014 | Satellite Awards                     | Best Actress - TV Series Drama                                   | Orphan Black                    | Nominacja |
| 2014 | 2nd Canadian Screen Awards           | Best Performance by an Actress in a Leading Dramatic Role        | Orphan Black                    | Wygrana   |
| 2014 | 2nd Canadian Screen Awards           | Best Performance by an Actress in a Leading Role                 | Cas and Dylan                   | Nominacja |
| 2014 | ACTRA Award                          | Outstanding Performance - Female                                 | Orphan Black                    | Nominacja |
| 2014 | Vancouver Film Critics Circle        | Best Actress in a Canadian Film                                  | Picture Day                     | Nominacja |
| 2014 | Gracie Awards                        | Outstanding Female Actor in a Breakthrough Role                  | Orphan Black                    | Wygrana   |
| 2014 | 4th Critics Choice TV Awards         | Best Lead Actress in Drama Series                                | Orphan Black                    | Wygrana   |
| 2014 | TCA Award                            | Individual Achievement in Drama                                  | Orphan Black                    | Nominacja |
| 2014 | Constellation Awards                 | Best Female Performance in a 2013 Sci-Fi TV Episode              | Orphan Black                    | Wygrana   |
| 2014 | Constellation Awards                 | Outstanding Canadian Contribution to Sci-Fi Film or TV in 2013   | Orphan Black                    | Wygrana   |
| 2014 | EWwy Awards                          | Best Actress in Drama Series                                     | Orphan Black                    | Wygrana   |
| 2015 | Screen Actors Guild                  | Outstanding Performance by a Female Actor in a Drama Series      | Orphan Black                    | Nominacja |
| 2015 | ACTRA Award                          | Outstanding Performance - Female                                 | Orphan Black                    | Wygrana   |
| 2015 | 3rd Canadian Screen Awards           | Best Performance by an Actress in a Leading Dramatic Role        | Orphan Black                    | Wygrana   |
| 2015 | Nagroda Emmy                         | Outstanding Lead Actress in a Drama Series                       | Orphan Black                    | Nominacja |
| 2016 | 4th Canadian Screen Awards           | Best Performance by an Actress in a Leading Dramatic Role        | Orphan Black                    | Wygrana   |
| 2016 | Nagroda Emmy                         | Outstanding Lead Actress in a Drama Series                       | Orphan Black                    | Wygrana   |
| 2016 | 7th Critics Choice TV Awards         | Best Lead Actress in a Drama Series                              | Orphan Black                    | Nominacja |
| 2016 | ACTRA Award                          | Outstanding Performance - Female                                 | Orphan Black                    | Nominacja |
| 2017 | 21st Satellite Awards                | Best Actress in a Series - Drama or Genre                        | Orphan Black                    | Nominacja |
| 2017 | 5th Canadian Screen Awards           | Best Performance by an Actress in a Leading Dramatic Role        | Orphan Black                    | Wygrana   |
| 2017 | 5th Canadian Screen Awards           | Best TV Series - Drama                                           | Orphan Black                    | Wygrana   |
| 2017 | 5th Canadian Screen Awards           | Best Performance by an Actress in a Leading Role                 | The Other Half                  | Wygrana   |
| 2017 | ACTRA Award                          | Outstanding Performance - Female                                 | Two Lovers and a Bear           | Nominacja |